# Sandra Mara Azevedo
Sandra Mara Azevedo (São Paulo, 7 de fevereiro de 1963) é uma atriz e dubladora brasileira. É famosa por dar a voz original brasileira à personagem Chiquinha na série Chaves e aos demais personagens da atriz mexicana María Antonieta de las Nieves. É irmã do também ator e dublador Fábio Azevedo.
Em 2003, Sandra Mara atuou na novela Jamais Te Esquecerei.